# النصب (بني سعد)

تعديل مصدري - تعديل

النصب هي إحدى قرى عزلة بني حمادي بمديرية بني سعد التابعة لمحافظة المحويت، بلغ تعداد سكانها 387 نسمة حسب تعداد اليمن لعام 2004.